# 도부 오고세선
도부 철도 오고세 선(일본어: 東武越生線, とうぶおごせせん)은 일본의 철도 노선 하나이다. 도부 철도가 운영한다. 일본 사이타마현 사카도시에 있는 사카도역과 군마 현 이루마군 오고세정에 있는 오고세역을 잇는다.

## 운행 형태
1인 승무이며 다른 노선으로 직결 운행을 하지 않는다.

## 차량
- 8000계

## 역 목록
모든 역은 사이타마현에 소재한다.
| 역 번호 | 역명         | 일어 역명 | 접속 노선         | 역간 거리 | 누적 거리   | 소재지       | 소재지       |
| ------- | ------------ | --------- | ----------------- | --------- | ----------- | ------------ | ------------ |
| TJ-26   | 사카도       | 坂戸      | 도조 본선 (TJ-26) |           | 0.0         | 사카도시     | 사카도시     |
| TJ-41   | 잇폰마쓰     | 一本松    |                   | 2.8       | 2.8         | 쓰루가시마시 | 쓰루가시마시 |
| TJ-42   | 니시오야     | 西大家    | 1.6               | 4.4       | 사카도시    | 사카도시     |              |
| TJ-43   | 가와카도     | 川角      | 1.2               | 5.6       | 이 루 마 군 | 모로야마정   |              |
| TJ-44   | 부슈나가세   | 武州長瀬  | 2.0               | 7.6       | 이 루 마 군 | 모로야마정   |              |
| TJ-45   | 히가시모로   | 東毛呂    | 1.0               | 8.6       | 이 루 마 군 | 모로야마정   |              |
| TJ-46   | 부슈카라사와 | 武州唐沢  | 0.8               | 9.4       | 이 루 마 군 | 오고세정     |              |
| TJ-47   | 오고세       | 越生      | ■ 하치코 선       | 1.5       | 이 루 마 군 | 오고세정     | 10.9         |